# Перемога або смерть: український визвольний рух у 1939-1960 році
Книга містить науково-популярний виклад історії українського визвольного руху від початку Другої світової війни до остаточної ліквідації збройного підпілля органами радянської державної безпеки. У праці об'єднано два великі періоди в історії українського визвольного руху — діяльність підпілля ОУН і УПА під час Другої світової війни і в повоєнні десятиліття. Розділити їх надзвичайно складно, бо як у час війни, так і в перші роки після її завершення підпільно-повстанська боротьба за незалежність мала найбільш масовий, безкомпромісний і збройний характер. Книга видана в рамках спільного проекту "Наш формат історії" з мистецької агенцією "Наш Формат", Центру досліджень визвольного руху та видавництва "Часопис" (Львів) у 2013 році.

## Зміст
Перші повстанські відділи, колективний портрет українського повстанця, протистояння гітлерівському та сталінському тоталітарним режимам, участь ОУН і УПА в польсько-українській локальній війні — ці та інші ключові тогочасні події описує автор.
Видання розраховане на широке коло читачів, усіх тих, хто цікавиться історією українського визвольного руху. Другої світової війни, України, Польщі, Німеччини та Радянського Союзу в XX столітті.
Це перше в Україні науково-популярне видання з комплексною історією визвольного руху від початку Другої світової війни до 60-х років, коли в лісах лунали останні постріли вояків УПА та підпільників ОУН. Центр досліджень визвольного руху, МА “Наш формат” та видавництво “Часопис” запрошують усіх охочих на зустріч із автором.
Ця книга — історія покоління, яке змінило уяву про українців. «Книга про те, як створювалася УПА, про методи боротьби армії, яка не капітулювала. «Перемога або смерть!» — під цим гаслом із вірою в серці та зброєю в руках ще десятиліття після завершення Другої світової війни українці боролися проти тоталітарної машини СРСР. Якою була роль вояків УПА в Другій світовій війні і опісля, ким були повстанці, скільки їм було років і чого вони добивалися, і, врешті, чого досягнули — на ці та інші питання дасть відповідь пропонована книга», — пише автор Іван Патриляк.
Автор книги — декан історичного факультету КНУ ім. Тараса Шевченка, доктор історичних наук, професор кафедри новітньої історії України Київського національного університету імені Тараса Шевченка, директор музею історії Київського національного університету імені Тараса Шевченка Іван Патриляк, науковий співробітник Центру досліджень визвольного руху.